# سکوبا کوناته
سکوبا کوناته (انگلیسی: Sékouba Konaté؛ زادهٔ ۶ ژوئن ۱۹۶۴) یک سیاست‌مدار اهل گینه است. 